# Hugo Salvador Ginel
Hugo Salvador Ginel (San Miguel de Tucumán, Tucumán; 1 de abril de 1938). Es un exfutbolista argentino que jugaba como defensor. Disputó los Juegos Olímpicos de Roma 1960.

## Trayectoria

### Atlético Tucumán
Hugo Ginel empezó su carrera en el decano tucumano, Atlético Tucumán en donde también se retiraría del fútbol.
Debutó en un clásico tucumano ante San Martín a los 17 años.
Se consagró campeón con Atlético de 8 ligas tucumanas (todas de manera consecutiva) y del Campeonato de Campeones de la República.
Su carrera deportiva la realizó íntegramente en la provincia, pese a las muchas ofertas que tuvo, siempre eligió quedarse en Tucumán y defender la camiseta del club Atlético Tucumán.

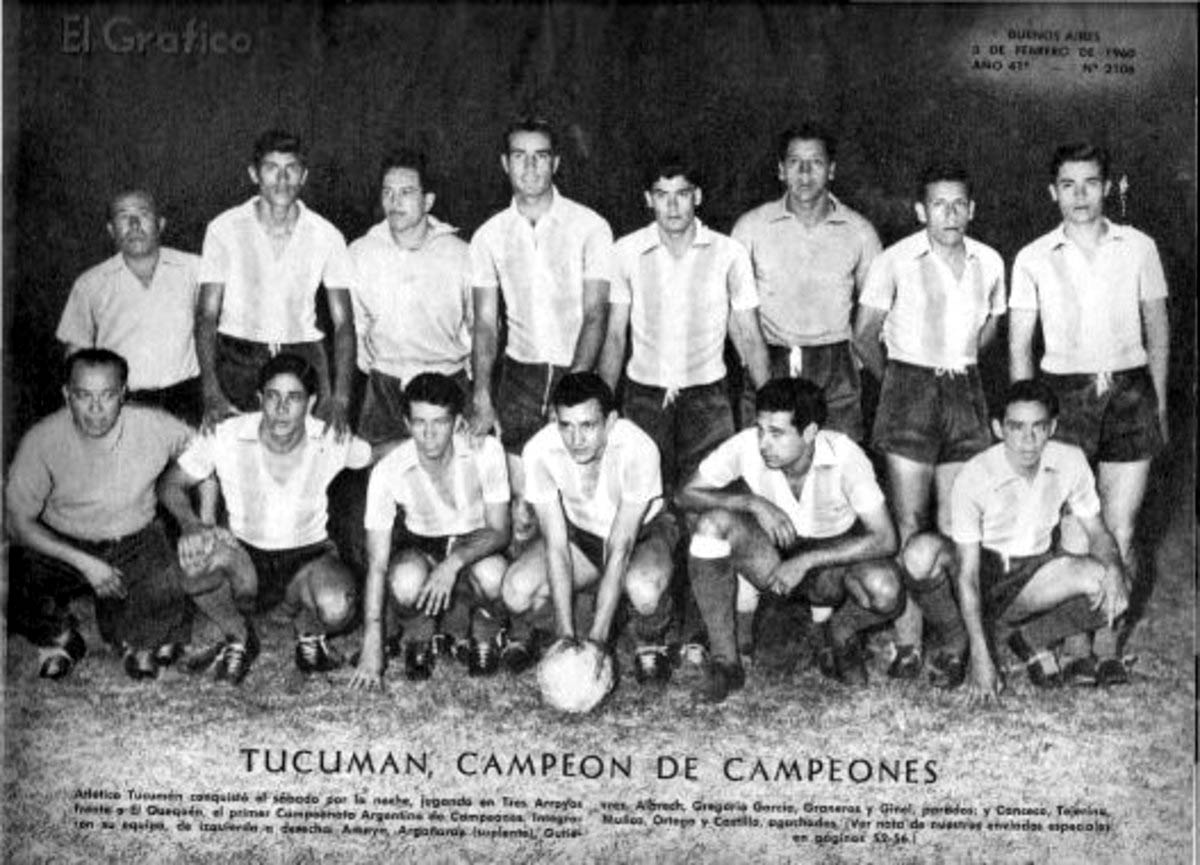
Atlético Tucumán campeón del Campeonato Argentino de Campeones.

## Selección Argentina
Hugo Ginel fue el primer futbolista tucumano en participar en unos Juegos Olímpicos. Formó parte de la selección Argentina que participó en los Juegos Olímpicos de Roma en 1960.

## Clubes
| Club             | País      |
| ---------------- | --------- |
| Atlético Tucumán | Argentina |

## Palmarés
| Título                                  | Equipo           | País      | Año  |
| --------------------------------------- | ---------------- | --------- | ---- |
| Liga Tucumana                           | Atlético Tucumán | Argentina | 1957 |
| Liga Tucumana                           | Atlético Tucumán | Argentina | 1958 |
| Liga Tucumana                           | Atlético Tucumán | Argentina | 1959 |
| Liga Tucumana                           | Atlético Tucumán | Argentina | 1960 |
| Liga Tucumana                           | Atlético Tucumán | Argentina | 1961 |
| Liga Tucumana                           | Atlético Tucumán | Argentina | 1962 |
| Liga Tucumana                           | Atlético Tucumán | Argentina | 1963 |
| Liga Tucumana                           | Atlético Tucumán | Argentina | 1964 |
| Campeonato de Campeones de la República | Atlético Tucumán | Argentina | 1960 |